# Mitino (stacja metra)
Mitino (ros. Митино) – stacja moskiewskiego metra linii Arbacko-Pokrowskiej. Nazwana od rejonu Mitino w północno-zachodnim okręgu administracyjnym Moskwy, w którym jest położona. Wyjścia prowadzą na ulice Mitinskaja i Dubrawnaja.

## Konstrukcja i wygląd
Stacja jest jednokomorowa, jednopoziomowa, posiada jeden peron. Wykończenie zrobiono z marmuru i granitu. Strumienie światła tworzą cienie na suficie. Za jedną ze ścian znajduje się przejście umożliwiające obsłudze dostęp do żarówek w celu ich wymiany i przejścia między westybulami położonymi na końcach stacji. W celach bezpieczeństwa na krawędziach peronów zamontowano ostrzegawcze oświetlenie. Diody LED świecą się, gdy nie ma pociągu na stacji, a ciemnieją gdy ten wjeżdża (dodatkowo słyszalny jest wtedy dźwięk ostrzegawczy). Dla wygody pasażerów kasy biletowe umiejscowiono w przejściach, zamiast w westybulach.